# Les Protecteurs
Les Protecteurs est le quatorzième tome de la série de bande dessinée Seuls, écrit par Fabien Vehlmann et dessiné par Bruno Gazzotti, sorti le 10 janvier 2024 aux éditions Rue de Sèvres. Il s'agit du premier tome du quatrième cycle.

## Synopsis
A la fin du tome 13, les cinq personnages principaux se sont enfin retrouvés, Leïla, Dodji, Yvan, Terry et même Camille, qui est redevenue elle-même grâce aux pouvoirs d'Yvan. Ceux-ci décident alors de tenter d'élucider le mystère de la « Nuit des anges », et d'aider Camille à se souvenir de sa mort, qui pourrait être la clé de leur salut. Pendant ce temps, Saul utilise ses nouveaux pouvoirs pour réveiller un membre de la quatrième famille : un Protecteur, dont le but est d'éliminer sa cible jusqu'à sa Mort Dernière. Saul lance alors celui-ci aux trousses des cinq héros qui vont alors devoir fuir puis tenter d'arrêter cet ennemi presque invincible. 

## Réception

### Accueil critique
Le site web BD Gest’ recense 8 votes des lecteurs qui, en moyenne, donnent une note de 3,9/5 à la bande dessinée.
Les avis de SensCritique sont moins bons, puisque 36 personnes mettent en moyenne 6,8/10 à la bande dessinée.

### Ventes
Les Protecteurs est tiré par les éditions Rue de Sèvres à hauteur de 90 000 exemplaires. Au total, Seuls en est déjà à trois millions de ventes avec les treize tomes précédents, auxquelles vont venir s'ajouter les 90 000 exemplaires de ce dernier tome.
La semaine suivant sa parution, le 10 janvier 2024, l'album prend directement la 4e place du Top 20 des meilleures ventes de BD derrière notamment le tome 40 d'Astérix et le tome 22 de Gaston. Il descend la semaine suivante à la 7e place de ce Top 20. Il passe ensuite à la 10e place la semaine du 7 février 2024. L'album continue lentement de perdre des places jusqu'à passer à la 12e position la semaine du 28 février, puis de définitivement disparaitre du Top 20 des meilleurs ventes de BD la semaine suivante après y être resté six semaines au total.